# Opisthorchis felineus
Opisthorchis felineus — вид трематод, збудник опісторхозу. Дорослі особини мають блідо-жовте забарвлення, завдовжки від 4 до 13 мм. Як й інші трематоди, Opisthorchis felineus є гермафродитами.

## Ареал
В Україні, зокрема в басейнах річок Дніпро, Сейм, Південний Буг поширений котячий сисун. Його розвиток відбувається за участі двох проміжних хазяїв: прісноводного молюска бітинії (Bithynia) та різних видів коропових риб.